# Жужелицы-головачи
Жужелицы-головачи (лат. Broscinae) — подсемейство жужелиц, распространённое повсеместно в субарктическом и умеренном зонах. Семейство насчитывает около 36 родов с 260 видами жуков. Большинство видов распространены в Южном полушарии, то есть на Тасмании, в Новой Зеландии и Южной Америке. В Европе насчитывается 10 видов:
- Broscosoma — 2 вида
- Broscus — 7 видов
- Miscodera — 1 вид.

В балтийском регионе встречаются 2 рода и из каждого всего по виду:
- Broscus
- Miscodera

## Систематика
Триба: Broscini Hope, 1838
- Подтриба: Axonyina
  - Род: Axonya Andrewes, 1923
  - Род: Broscodes Bolivar, 1914
  - Род: Rawlinsius Davidson & Ball, 1998
- Подтриба: Barypina
  - Род: Baripus Dejean, 1828
  - Род: Microbarypus Roig-Juñent, 2000
- Подтриба: Broscina
  - Род: Broscodera Lindroth, 1961
  - Род: Broscosoma Rosenhauer, 1846
  - Род: Broscus Panzer, 1813
  - Род: Chaetobroscus Semenov, 1900
  - Род: Craspedonotus Schaum, 1863
  - Род: Eobroscus Kruizhanovskií, 1951
  - Род: Miscodera Eschscholtz, 1830
  - Род: Sinobrosculus Deuve, 1990
  - Род: Zacotus Leconte, 1869
- Подтриба: Creobiina
  - Род: Acallistus Sharp, 1886
  - Род: Adotela Laporte de Castelnau, 1867
  - Род: Anheterus Putzeys, 1868
  - Род: Bountya Townsend, 1971
  - Род: Brithysternum Macleay, 1873
  - Род: Cascellius Curtis, 1839
  - Род: Cerotalis Laporte de Castelnau, 1868
  - Род: Cerotalis Guérin-Méneville, 1838
  - Род: Gnathoxys Westwood, 1842
  - Род: Nothocascellius Roig-Juñent, 1995
- Подтриба: Nothobroscina
  - Род: Brullea Laporte de Castelnau, 1868
  - Род: Chylnus Sloane, 1920
  - Род: Diglymma Sharp, 1886
  - Род: Eurylychnus Bates, 1891
  - Род: Mecodema Blanchard, 1853
  - Род: Metaglymma Bates, 1867
  - Род: Nothobroscus Roig-Juñent & Ball, 1995
  - Род: Oregus Putzeys, 1868
  - Род: Percolestus Sloane, 1892
  - Род: Percosoma Schaum, 1858
- incertae sedis
  - Род: Ebertius Jedlicka, 1965